# Rosengarten (Landkreis Schwäbisch Hall)
Rosengarten ist eine Gemeinde im Landkreis Schwäbisch Hall im fränkisch geprägten Nordosten Baden-Württembergs. Die Gemeinde wurde am 1. Januar 1972 durch die Vereinigung der zuvor selbständigen Gemeinden Rieden, Uttenhofen und Westheim gebildet.

## Geographie

### Geographische Lage
Rosengarten hat Anteil an den Naturräumen Schwäbisch-Fränkische Waldberge und Hohenloher-Haller Ebene. Die Gemeinde liegt am Kocher, am Kocherzufluss Bibers und der ebenen Fläche dazwischen.

### Nachbargemeinden
Die Gemeinde grenzt im Norden und Westen an die Kreisstadt Schwäbisch Hall, im Osten an Michelbach an der Bilz, im Süden an die Stadt Gaildorf und an Oberrot.

### Gemeindegliederung
Die Gemeinde Rosengarten besteht aus den früher selbständigen Gemeinden Westheim, Uttenhofen sowie Rieden. Die Verwaltung hat ihren Sitz in Uttenhofen.
- Zur ehemaligen Gemeinde Rieden gehören das Dorf Rieden, der Weiler Sanzenbach mit Burgstall Sanzenbach, die Höfe Dendelbach, Kastenhof und Zimmertshaus sowie die abgegangenen Ortschaften Landturm und Johanniterforsthaus.
- Zur ehemaligen Gemeinde Uttenhofen gehören das Dorf Uttenhofen, die Weiler Raibach, Tullau und Wilhelmsglück, das Gehöft Renkenbühl und das Haus Blumenhof.
- Zur ehemaligen Gemeinde Westheim gehören das Dorf Westheim und die Weiler Berghof, Vohenstein mit Burgstall Vohenstein und Ziegelmühle sowie die abgegangene Ortschaft Walbruderhaus.[4]
siehe auch Burg Rieden (Schlösschen)

### Bauwerke
Signifikante Bauwerke in der Gemeinde sind die historische Marienkirche in Rieden, die evangelische Kirche St. Martin im Ortsteil Westheim, welche aufgrund ihrer exponierten Lage insbesondere vom Süden her dominant ist, der Wasserturm im Ortsteil Uttenhofen, das Schloss im Ortsteil Tullau und die Sigismundkapelle im Ortsteil Uttenhofen. Zudem die Kirchhofkapelle im Ortsteil Westheim und die Wolfgangskirche im Ortsteil Tullau.

### Flächenaufteilung
Nach Daten des Statistischen Landesamtes, Stand 2014.

## Geschichte
Bis zum Untergang des Heiligen Römischen Reichs gehörten Rieden, Uttenhofen und Westheim zum Amt Rosengarten der Reichsstadt Schwäbisch Hall und fielen 1802 an Württemberg. Nach der Gründung des Königreichs Württemberg wurden diese Orte dem Oberamt Hall zugeordnet. Bei der Kreisreform während der NS-Zeit in Württemberg gelangten die Gemeinden 1938 zum neu umrissenen Landkreis Schwäbisch Hall. 1945 geriet das Gebiet in die Amerikanische Besatzungszone und gehörte somit zum neu gegründeten Land Württemberg-Baden, das 1952 im jetzigen Bundesland Baden-Württemberg aufging.
Am 1. Januar 1972 wurden Westheim, Uttenhofen und Rieden aufgrund der Gebietsreform in Baden-Württemberg zur neuen Gemeinde Rosengarten zusammengeschlossen. Der Name der neuen Gemeinde erinnert an das alte Amt Rosengarten der früheren Reichsstadt Schwäbisch Hall.

## Politik

### Gemeinderat
Der Gemeinderat in Rosengarten umfasst 18 Personen. Er besteht aus den gewählten ehrenamtlichen Gemeinderäten und dem Bürgermeister als Vorsitzendem. Der Bürgermeister ist im Gemeinderat stimmberechtigt.
Die Kommunalwahl am 9. Juni 2024 führte zu folgendem Endergebnis. Die Wahlbeteiligung betrug 66,71 Prozent.
| Liste                           | Stimmenanteil | Sitze |
| Demokratische Wählervereinigung | 59,19 %       | 11    |
| Zusammenarbeit                  | 40,81 %       | 7     |

### Bürgermeister
- Ernst Weidner (1924–2012), 1972–1988
- Jürgen König (* 1961), 1988–2019
- Julian Tausch (* 1985), seit 2019[8]

Bürgermeister Julian Tausch (parteilos), wurde im Mai 2019 mit 54,3 % der Stimmen gewählt.

#### Bürgermeister der früheren Gemeinden
| Name               | Lebensdaten | Amtszeit  |
| ------------------ | ----------- | --------- |
| Glock, Friedrich   | 1880–1934   | 1924–1934 |
| Bauer, Erwin       | 1909–2006   | 1934–1945 |
| Eckstein, Heinrich | 1888–1961   | 1945–1948 |
| Canz, Willi        | 1920–1995   | 1948–1952 |
| Frenz, Hermann     | 1918–1987   | 1952–1971 |

| Name                   | Lebensdaten | Amtszeit  |
| ---------------------- | ----------- | --------- |
| Bräuninger, Michael    | 1857–1909   | 1891–1909 |
| Kübler, Eugen          | 1879–1969   | 1909–1937 |
| Kurz, Heinrich*        | 1894–1959   | 1938–1945 |
| Dierolf, Friedrich     | 1910–1955   | 1946–1947 |
| Dierolf, Karl          | 1919–1993   | 1947–1949 |
| Frenz, Hermann         | 1918–1987   | 1949–1971 |
| * Erster Beigeordneter |             |           |

| Name                   | Lebensdaten | Amtszeit  |
| ---------------------- | ----------- | --------- |
| Eisenmenger, Friedrich | 1846–1915   | 1874–1915 |
| Henßler, Fritz         | 1888–1938   | 1915–1922 |
| Kilb, Anton            | 1886–1953   | 1922–1937 |
| Bauer, Erwin           | 1909–2006   | 1937–1945 |
| Scheu, Karl            | 1903–1980   | 1946–1954 |
| Weidner, Ernst         | 1924–2012   | 1954–1971 |

Alle Daten nach der Gemeindewebsite von Rosengarten.

## Wirtschaft und Infrastruktur

### Wirtschaft
Teile der ansässigen Unternehmen und Gewerbetreibenden haben sich im Handels- und Gewerbeverein Rosengarten e. V. (HGV) zusammengeschlossen. Dieser Verein richtet im mehrjährigen Rhythmus Leistungsschauen aus.

### Verkehr
Durch eine Alltagsroute aus dem Radnetz Baden-Württemberg sind Westheim, Uttenhofen und Tullau mit Schwäbisch Hall und in der anderen Richtung über Gaildorf und Murrhardt mit Backnang verbunden.
Zudem führt als touristischer Landes-Radfernweg der Kocher-Jagst-Radweg durch die Gemeinde. Er ist ein Rundkurs entlang der beiden Flüsse Kocher und Jagst zwischen Bad Friedrichshall und einer Querverbindung zwischen den Tälern bei Aalen (Stadtteil Unterkochen) und Lauchheim.

### Bildung
Im Ortsteil Westheim befindet sich eine Grundschule. Weiterführende Schulen werden von den Kindern der Gemeinde in Schwäbisch Hall, Michelbach an der Bilz oder Gaildorf besucht.